# Flohmarkt
Ein Flohmarkt (auch Trödelmarkt) ist im ursprünglichen Sinne ein Markt, auf dem gebrauchte Gegenstände von Privatleuten für andere Privatleute angeboten werden. Seinen Namen verdankt der Flohmarkt mutmaßlich der Vorstellung, dass in den angebotenen Textilien auch Flöhe sitzen. In seiner Studie zur Wortgeschichte und der Verwandtschaft mit dem Ausdruck Läusemarkt und dessen älteren Entsprechungen im Russischen und Türkischen geht Wolfgang Schweickard davon aus, dass Flohmarkt keine spielerische Abwandlung zu Läusemarkt ist, sondern nimmt eine unabhängige, aber vergleichbare Motivation der beiden Ausdrücke an. Der Begriff sowie das Konzept stammen vermutlich aus Frankreich (Marché aux Puces), wo solche Märkte ab dem 19. Jahrhundert belegt sind.

## Arten von Flohmärkten

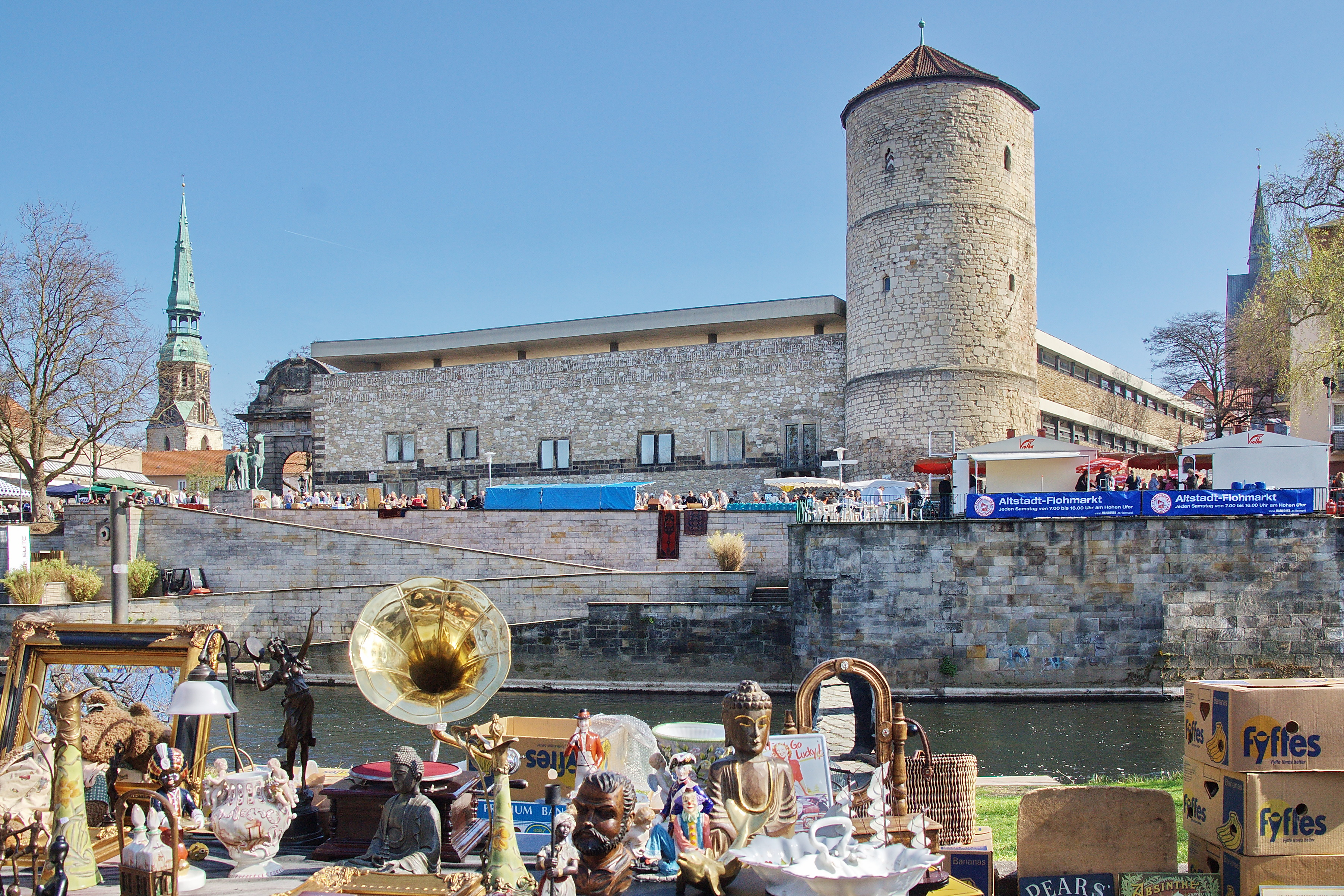
Altstadt-Flohmarkt in Hannover

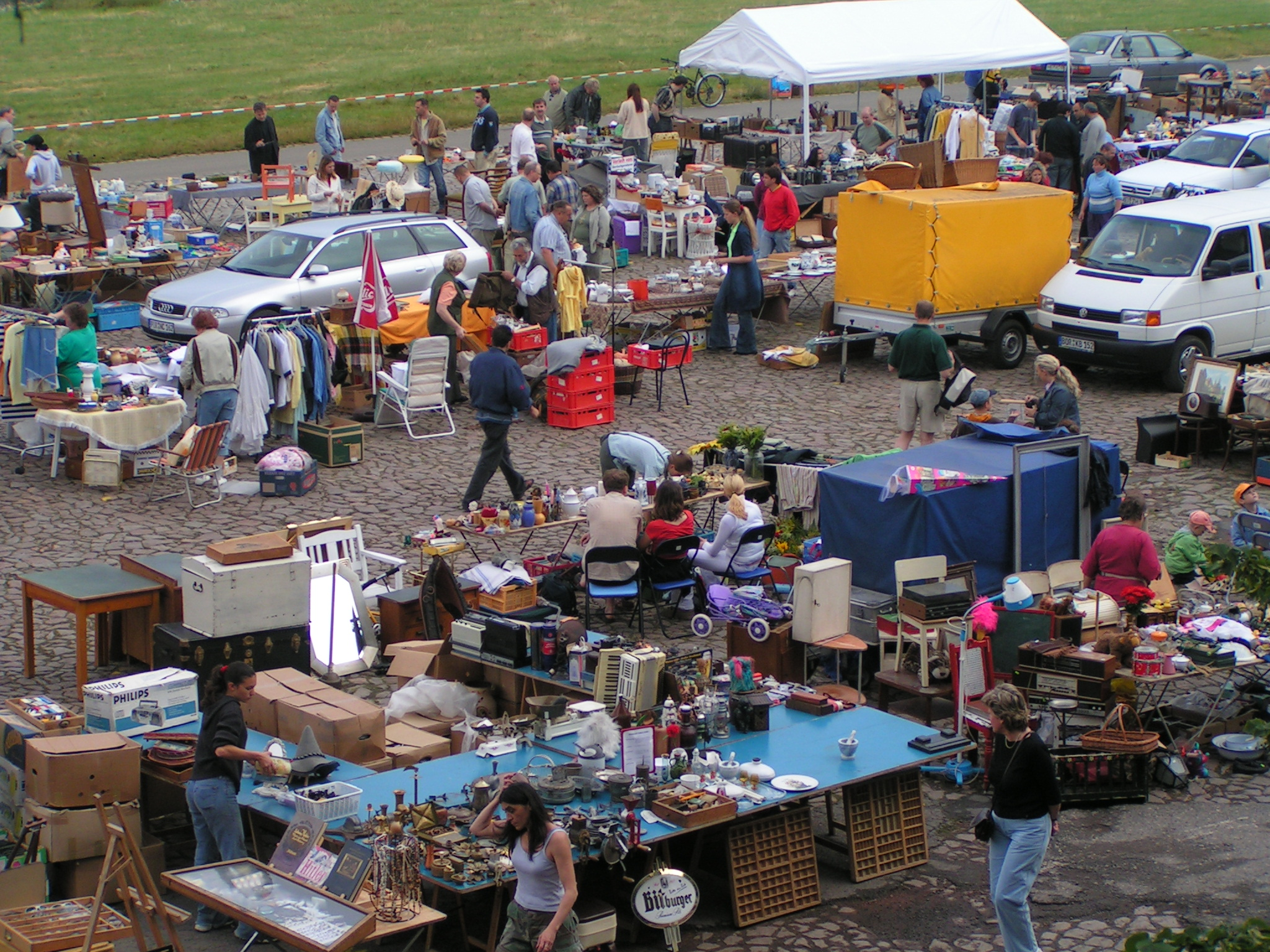
Dresdner Flohmarkt an den Elbwiesen

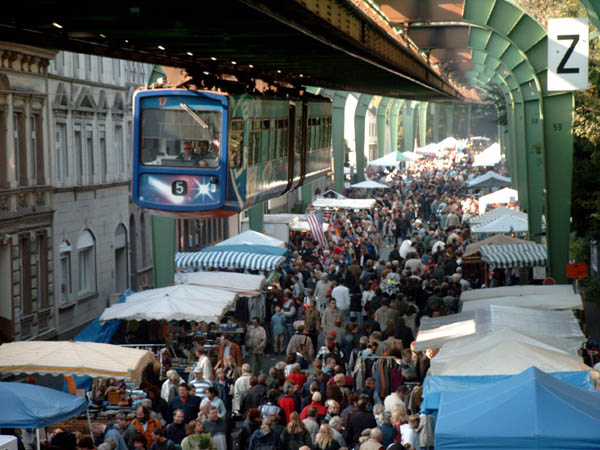
Vohwinkeler Flohmarkt

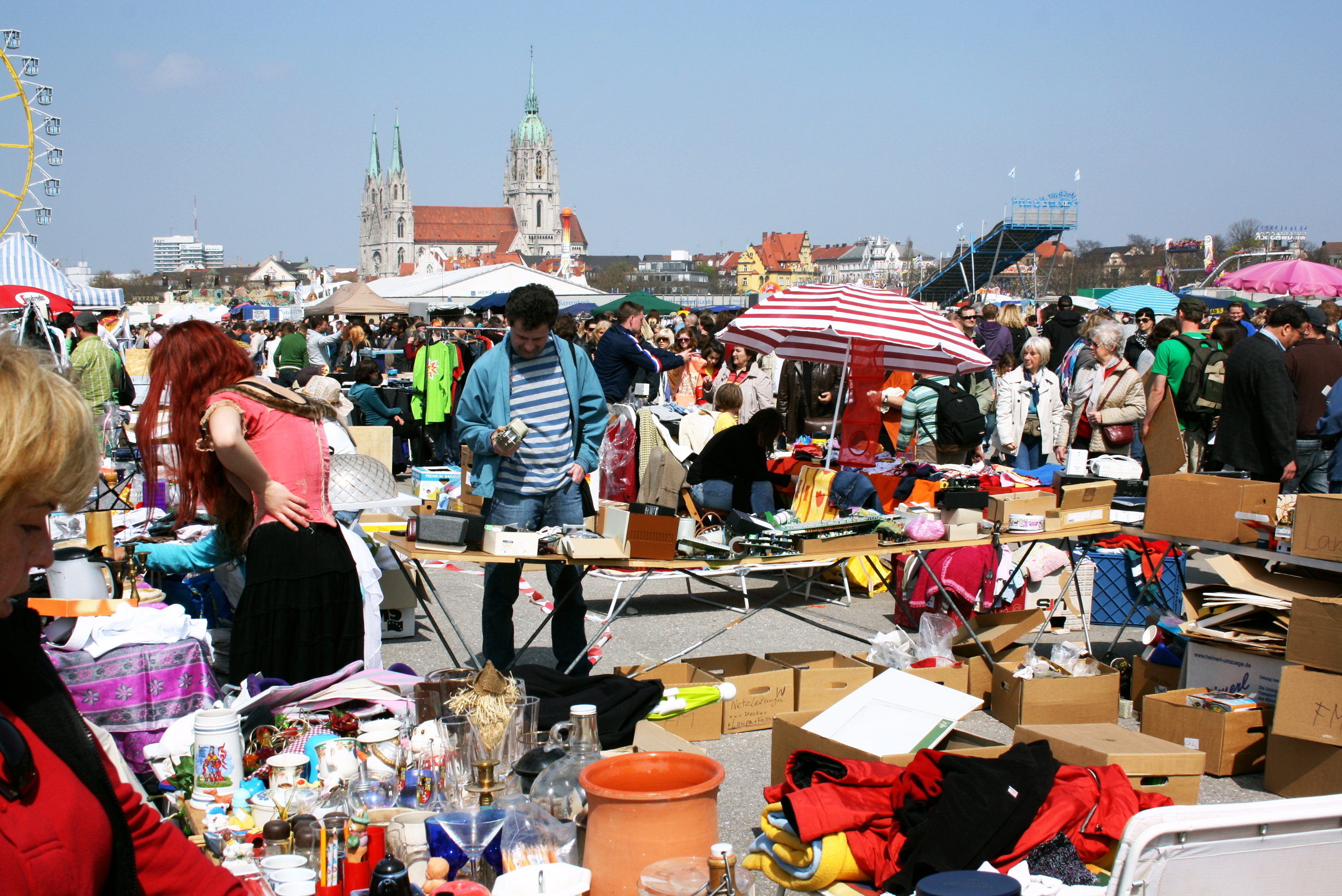
Theresienwiese 2010 zum Beginn des Frühlingsfestes

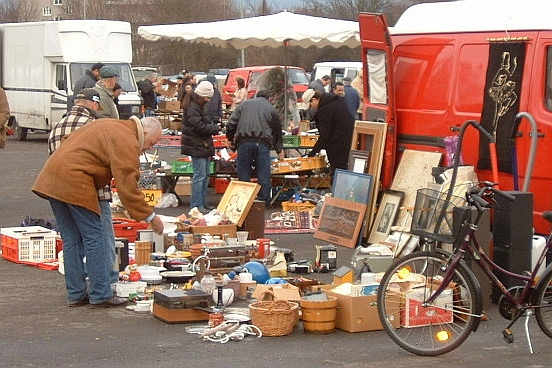
Typischer Flohmarktstand

Nachtflohmarkt „nachtkonsum“ in der Münchner Reithalle

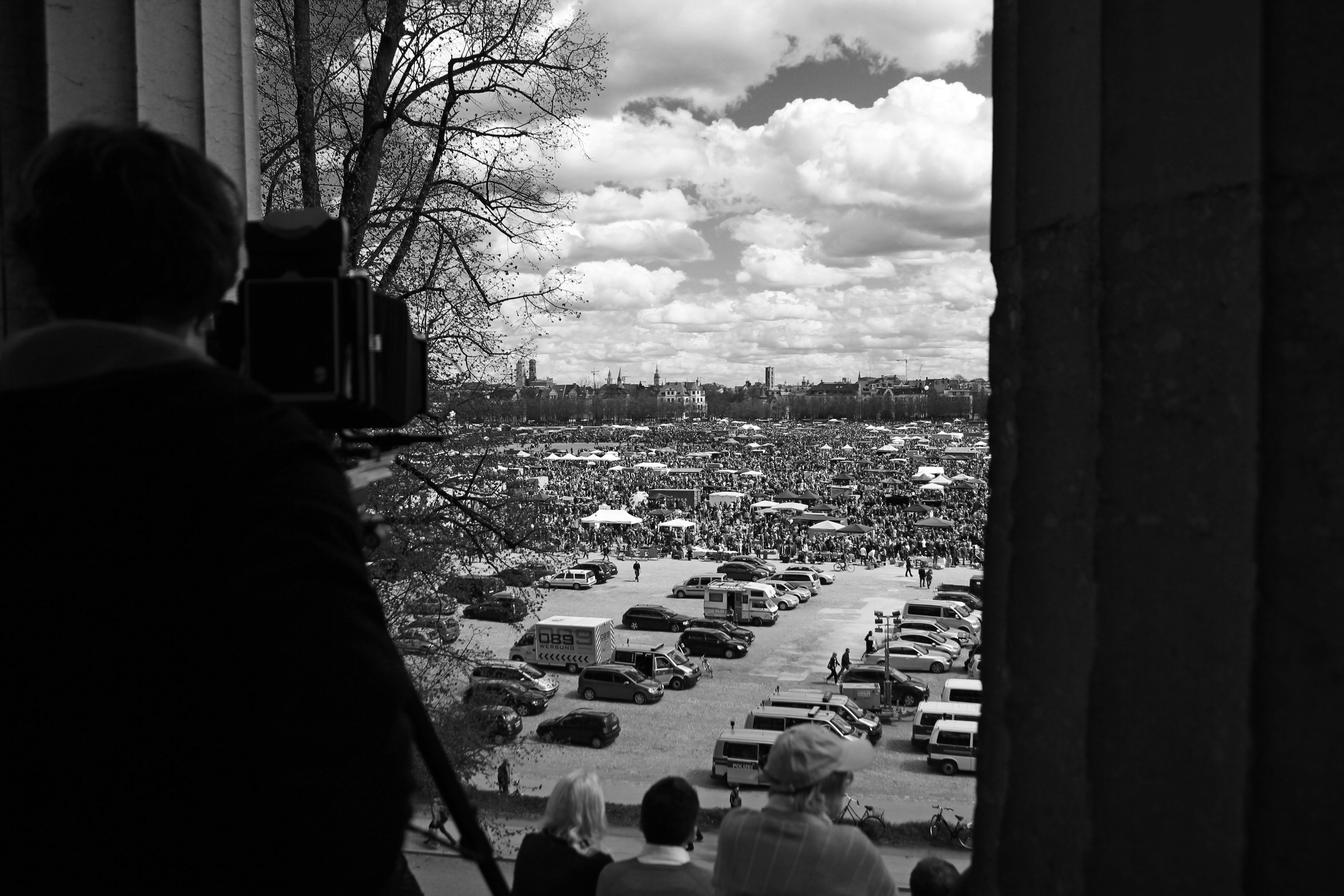
Bayerns zweitgrößter Flohmarkt auf der Theresienwiese in München

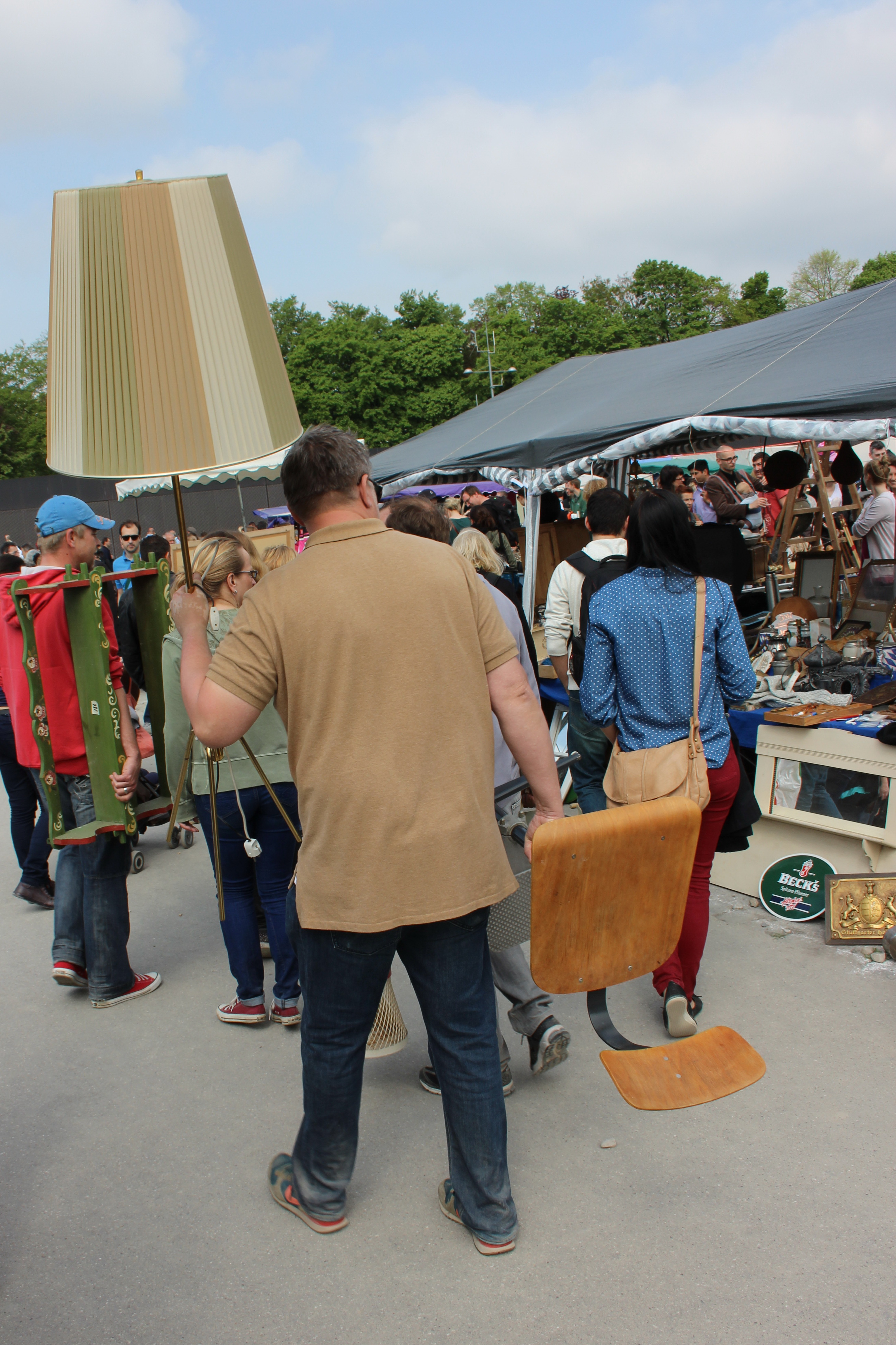
Auf der Theresienwiese (2014)

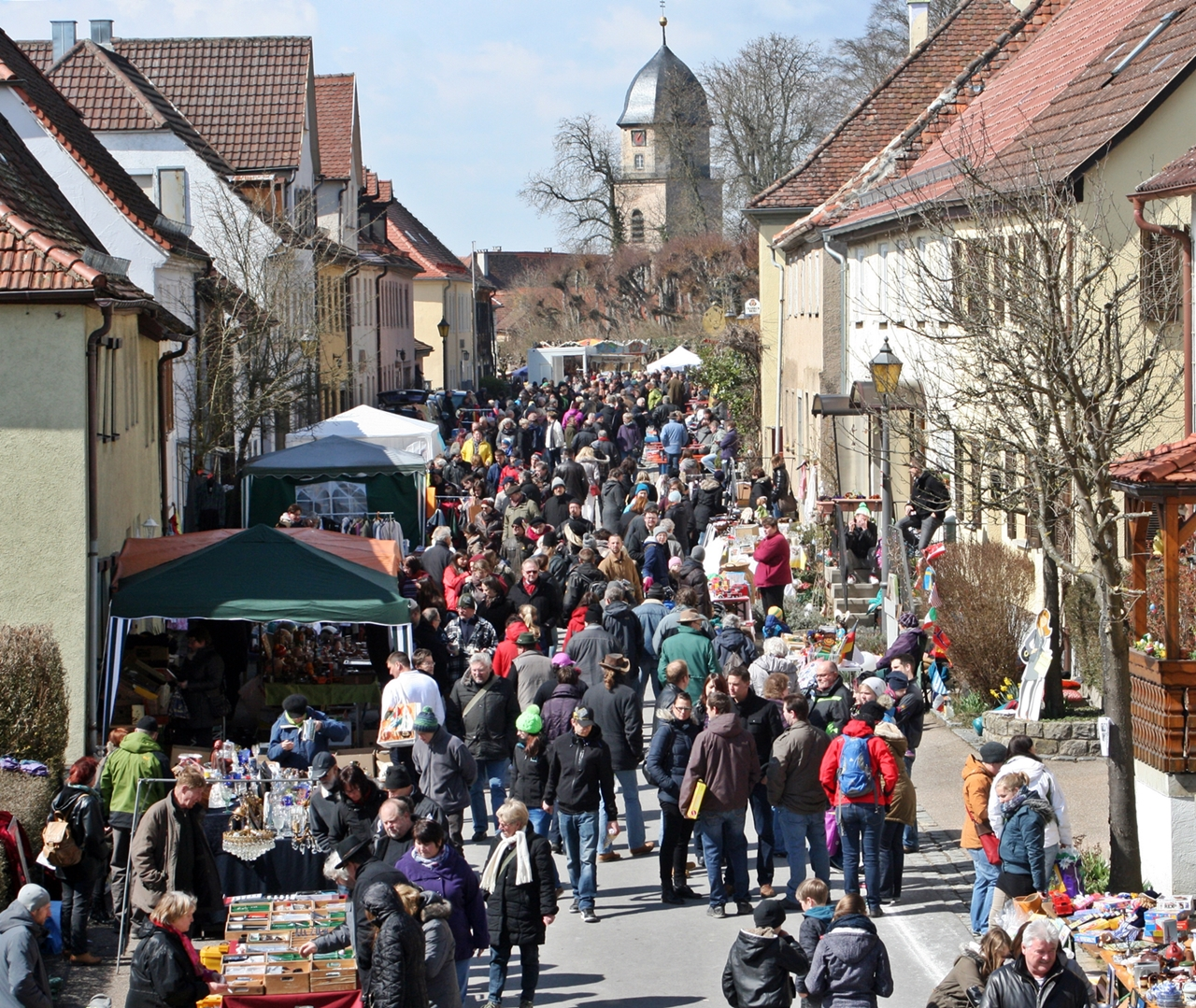
Ostermontags-Flohmarkt in der Altstadt von Bartenstein

Ursprünglich wurden Flohmärkte zumeist von Städten und Gemeinden für ihre Bürger organisiert, aber auch soziale Einrichtungen oder Vereine treten als Veranstalter auf. Inzwischen gibt es auch professionell organisierte Flohmärkte, die meist in einem deutlich kleineren Rahmen als die traditionellen Flohmärkte stattfinden. Das Verkaufsangebot besteht aus – oft minderwertiger – Neuware und von professionellen Verkäufern angebotener Ware. Die Veranstalter professionell organisierter Märkte erschließen vor allem Parkplätze von Supermärkten, Uferstraßen und Brachflächen. Gelegentlich werden von den Besuchern Eintritt oder Parkgebühren erhoben. Für Verkäufer wird meist (wie auch bei vielen von Kommunen organisierten Flohmärkten) eine Standgebühr fällig, die oft nach der Länge des aufgebauten Standes berechnet wird. Manchmal ist ihre Höhe auf ein und demselben Markt unterschiedlich, überdachte Standplätze oder solche im Eingangsbereich sind dann teurer.
Viele Kommunen legen heute für die von ihnen veranstalteten Flohmärkte Rahmenbedingungen fest, etwa dass zum Beispiel keine Neuwaren angeboten werden dürfen oder kommerzielle Händler nicht zugelassen sind. Damit soll der typische Flohmarktcharakter gewahrt werden, für den Besucher und Verkäufer oft von weit her anreisen. Andererseits werden mitunter auch Begleitveranstaltungen angeboten, die die Attraktivität erhöhen sollen.
Der Flohmarkt rund ums Kind ist in Deutschland weit verbreitet. Kindergärten, Jugendeinrichtungen oder Pfarreien veranstalten solche Kindersachen-Flohmärkte, auf denen Babyausstattungen, Kinderkleidung, Spielzeug und Kinderbücher verkauft werden. Diese Angebote werden von weiten Bevölkerungskreisen genutzt, um die Ausgaben für den naturgemäß schnell wechselnden Bedarf der heranwachsenden Kinder einzugrenzen und andererseits für nicht mehr benötigte Gegenstände noch etwas Geld zu erhalten.
Bei Spenden-Flohmärkten kommt der gesamte Erlös entweder dem gemeinnützigen Veranstalter, beispielsweise einer Kirchengemeinde, oder einem wohltätigen Zweck als Spende zugute.
Auf Themen-Flohmärkten, wie Bücher-, Militaria-, Schallplatten-, Puppen- oder allgemeine Spielzeugbörsen, werden Waren zu einem bestimmten Sammelgebiet gehandelt. Über Termine und Themen informieren Markt- und Fachzeitschriften und deren Internetseiten.
Der Nachtflohmarkt ist eine tageszeitlich neuartige Version des Flohmarktes, der spätnachmittags bis nachts meist in geschlossenen Veranstaltungshallen stattfindet. Für manchen Nachtflohmarkt müssen Besucher Eintritt zahlen, um am Handel teilhaben zu können. Insbesondere im Süden und Osten von Deutschland etablieren sich seit einigen Jahren Nachtflohmärkte, die einem stark heterogenen und urbanen Publikum spätes Kaufen und Verkaufen von Trödel aller Art ermöglichen. In Leipzig existiert seit dem Jahr 2000 der Nachtflohmarkt im Kohlrabizirkus.

## Kommerzielle Merkmale
Flohmärkte sind weltweit verbreitet. In zahlreichen Städten existieren regelmäßig stattfindende Floh- oder ähnliche Märkte. Flohmärkte können auch kleineren gewerblichen Händlern, die sich kein entsprechendes Ladengeschäft leisten können oder deren Warensortiment auf die Zielgruppe der Flohmarktbesucher zugeschnitten ist, als Absatzplattform dienen. Allerdings nutzen auch professionelle Händler, die ein Ladengeschäft betreiben, mitunter Flohmärkte als Möglichkeit andere Kundenkreise (z. B. eigens für den Flohmarkt angereiste Touristen) anzusprechen oder Ware zum Wiederverkauf im Geschäft zu erwerben.
Privatpersonen nutzen Flohmärkte häufig zum Verkauf nicht mehr benötigter Gegenstände aus ihrem eigenen Besitz oder z. B. aus Erbschaften.
Flohmärkte können sich als dienliches Umfeld zu zeithistorischer und alltagskultureller Bildung erweisen. So finden sich auf den meisten Flohmärkten Medien, insbesondere Bücher und Zeitschriften oder auch Tonträger, die im Handel nicht bzw. nur selten erhältlich sind. Dazu kommen diverse einzelne Antiquitäten – auch wenn sich dafür reine Antiquitätenmärkte entwickelt haben. Allerdings werden bei Antiquitätenmärkten die Waren oft durch spezialisierte Händler angeboten, die Besucher müssen meist Eintritt entrichten und es findet sich dort überwiegend entsprechendes Fachpublikum.
Eine weitere mit Flohmärkten eng verwandte Gattung sind Märkte, auf denen ausschließlich Stücke aus einem speziellen Sammelgebiet (z. B. Uhren, Tonträger, altes Spielzeug, Modellbahnen usw.) verkauft werden. Auch hier wird in der Regel Eintritt verlangt und bei den Verkäufern handelt es sich ebenfalls überwiegend um professionelle Händler. Solche Märkte werden von ihren Veranstaltern häufig als Börse bezeichnet, die Händler und Besucher reisen meist gezielt und häufig über größere Entfernung an, spontane Marktbesucher sind hier meist ebenfalls nicht anzutreffen.
Verkäufer können auf dem Flohmarkt Sachen verkaufen, die nicht mehr von ihnen benötigt werden, manchmal verkaufen sie auch selbst hergestellte Gegenstände, z. B. Handarbeiten. Kinder können dabei handeln und feilschen und so den Umgang mit Geld und den Wert der eigenen Besitztümer verstehen lernen.
Die besonderen Merkmale eines Flohmarkts sind – aus der Sicht des Besuchers – der private Charakter des Handels (Verkauf durch Privatpersonen, vielfach lässt sich auch über den Preis feilschen), das nicht ständig vorhandene Angebot von Waren (viele Flohmärkte finden beispielsweise nur einmal jährlich statt) sowie die Hoffnung der Besucher, Ausgefallenes oder Günstiges erwerben zu können. Diese Konnotationen werden des Öfteren auch von Inhabern von regulären Läden genützt, indem – um ihre Attraktivität zu erhöhen – Sonderverkäufe als „Flohmarkt“ bezeichnet werden.

## Soziale Bedeutung
Auf Flohmärkten finden Unterhaltung oder sogar politische Gespräche statt. Besucher können einfach nur über den Markt bummeln, um mit anderen Besuchern oder Verkäufern ein Schwätzchen zu halten. Früher im Laden um die Ecke oft gängige Praxis, ist der Plausch heute in den meisten Geschäften – insbesondere in Supermärkten und großstädtischen Einkaufszentren – verschwunden. Auf Floh- und anderen Märkten ist Small-Talk und Alltagsgespräch aber möglich. In vielen ländlichen Gegenden Österreichs gibt es besonders bei Flohmärkten, deren Erlöse sozialen oder karitativen Einrichtungen zugutekommen, häufig ein zusätzliches kulinarisches Angebot, das dem eines Cafés oder eines Imbissstandes ähnelt und wo auch entsprechendes gesellschaftliches Treiben stattfindet.
Auch sind oft Gespräche zwischen Verkäufern oder mit Kunden zu vernehmen, die diese als Fachleute auf bestimmten Gebieten ausweisen. Auf diese Weise kann untereinander gegenseitiges Verstehen und – gerade in Fällen von ausgefallenen Interessen – ein Gefühl der Zugehörigkeit zu einer speziellen Kleingruppe entstehen, was dem Flohmarkt dann auch den Charakter eines subkulturellen Ortes verleiht. Insbesondere speziell auf ein Sammelgebiet ausgerichtete Märkte können zum Treffpunkt von Sammlern werden, die eigens anreisen und dort (geplant oder zufällig) Sammlerkollegen treffen und sich untereinander austauschen.
Der Besuch eines Flohmarktes dient in der Regel dem eigenen Vergnügen und hat im Gegensatz zu anderen Einkäufen nicht den Charakter alltäglicher Notwendigkeit. Er findet daher meist ohne Zeitdruck statt.

## Alternativen
Durch Internet-Auktionsplattformen wie eBay haben sich in den letzten Jahren das Angebot und die Möglichkeiten des Absatzes von Gebrauchtwaren erhöht. Solche Internet-Auktionsseiten kommen dem traditionellen Flohmarkt-Gedanken insofern entgegen, als das dortige Angebot neben dem ziellosen Stöbern zusätzlich ein zielgerichtetes Suchen über Suchbegriffe nach Besonderheiten ermöglicht. Der Vorteil des Internet liegt darin, dass oft die lange Anreise entfällt und Preisvergleiche, teilweise sogar international, in sehr kurzer Zeit möglich sind. Zudem sind Käufer und Verkäufer hier nicht an die festen Veranstaltungszeiten von Flohmärkten gebunden.
Als Alternativen für das Entledigen von gebrauchten Gegenständen bleiben neben dem Verkauf auf Flohmärkten die Abgabe an einem Warentauschtag oder bei einer Kleidertauschparty, das Geschenk an Bekannte, die Spende an eine gemeinnützige Institution und die Abgabe auf einem Recyclinghof, wo die Gegenstände teilweise wiederverwertet oder weiterverkauft werden.

## Flohmärkte im deutschsprachigen Raum
Als Initiator des ersten Flohmarktes in der Bundesrepublik Deutschland gilt der Aktionskünstler Reinhard Schamuhn. Die großen traditionellen Flohmärkte werden oft von Vereinen oder von eigens dafür eingerichteten Arbeitsgemeinschaften in den jeweiligen Kommunen organisiert. Die besondere Atmosphäre solcher – meist nur ein- oder zweimal pro Jahr stattfindenden – Veranstaltungen führt in einigen Städten zu einem Anreise-Tourismus aus dem weiteren Umland. Viele der großen Flohmärkte schmücken sich mit den unterschiedlichsten Superlativen wie größter, längster oder ältester Flohmarkt der Stadt, der Region, des Landes oder der Welt. Als größter und auch sehr alter Flohmarkt gilt der Flohmarkt von Saint-Ouen im Norden von Paris.
Überregional bekannt und dementsprechend gut besucht sind z. B. die Flohmärkte in Berlin am Mauerpark, der Frankfurter Flohmarkt am Mainufer, der Bonner Rheinauen-Flohmarkt, der Trempelmarkt in Nürnberg, der Fürther Grafflsmarkt (Frankens schönster Flohmarkt), der Töster Markt in Tostedt, der Nachtflohmarkt in München, der Flohmarkt auf der Promenade in Münster, der Altstadt-Flohmarkt am Hohen Ufer in Hannover und der Flohmarkt in Konstanz am Bodensee, der Flohmarkt in Riedlingen an der Donau, der Nachtflohmarkt in Leipzig oder der Vohwinkeler Flohmarkt unter der Wuppertaler Schwebebahn. Der Flohmarkt in Elisabethfehn zieht sich über mehrere Kilometer am Elisabethfehnkanal entlang. In Österreich zählen der Flohmarkt auf dem Wiener Naschmarkt in Wien, der Fetzenmarkt in Graz und der in Viktring bei Klagenfurt zu den bekanntesten.
Auch gibt es weitere Standorte, wie etwa auf Supermarktparkplätzen an Sonntagen. 2011 wurden Flohmärkte an Sonn- und Feiertagen nach einer Entscheidung des VG Koblenz in Rheinland-Pfalz verboten.